# Fliegerische Ausbildung (Bundeswehr)

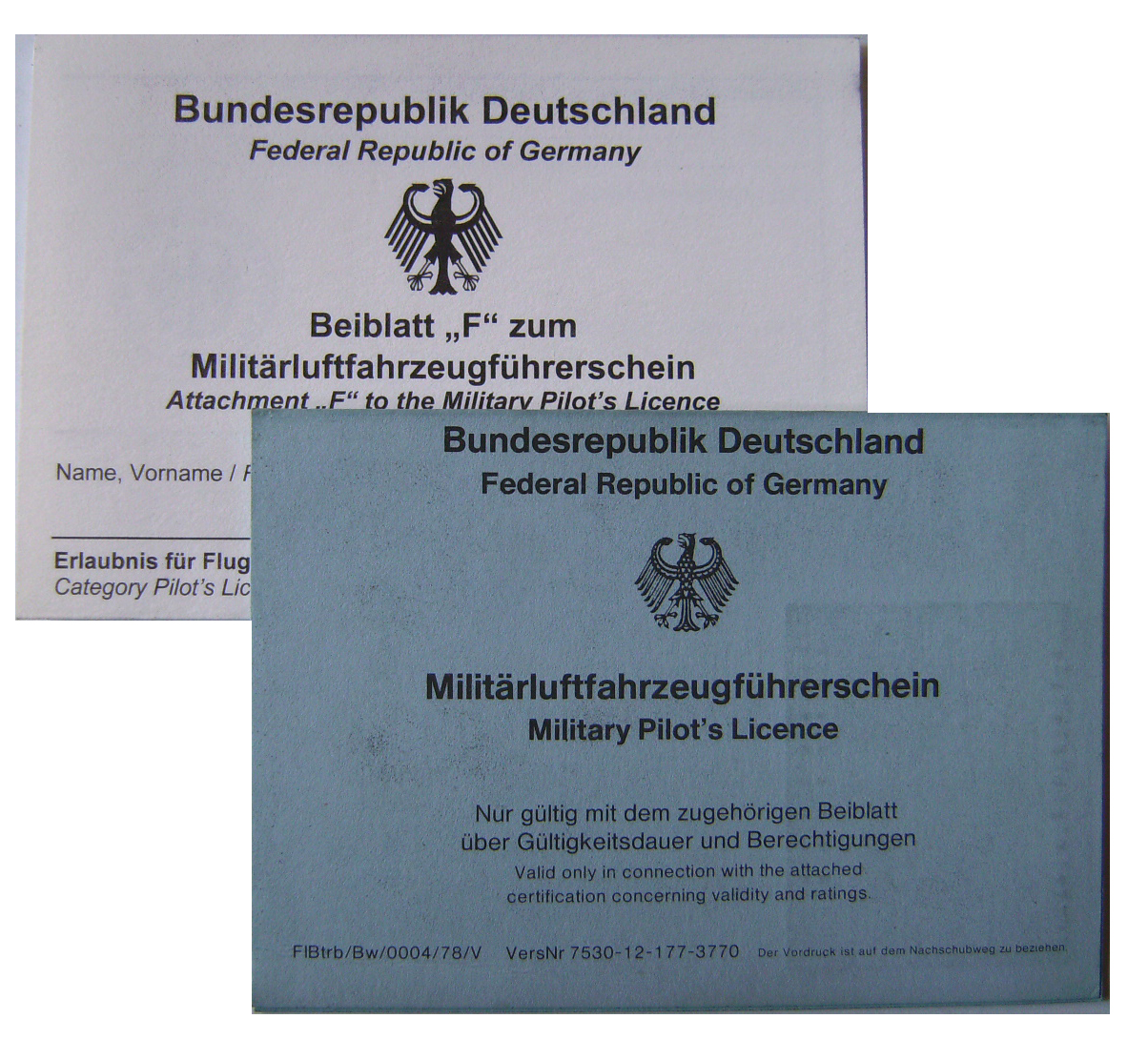
Militärluftfahrzeugführerschein mit Beiblatt

Die fliegerische Ausbildung zum Piloten oder zum Waffensystemoffizier umfasst bei der Bundeswehr mehrere Stationen vom Auswahlverfahren, über die militärischen Lehrgänge bis hin zur eigentlichen theoretischen und praktischen Schulung.

## Auswahlverfahren

### Phase I
Um bei der Bundeswehr Pilot oder Waffensystemoffizier zu werden, muss der Bewerber zunächst die Eignung zum Offizier unter Beweis stellen. Dies geschieht am Assessmentcenter für Führungskräfte der Bundeswehr (ACFüKrBw), in Köln.  Zusätzlich zu den allgemeinen Überprüfungen müssen die angehenden Flieger hier in einem Fliegertest ihre Fähigkeiten zeigen, um für die folgenden Auswahlphasen zugelassen zu werden. Somit findet in Köln bereits eine erste Bestenauslese unter den Bewerbern statt. Bewerber, die nicht für den fliegerischen Dienst geeignet sind, aber die gleichen Voraussetzungen in Hinblick auf eine Offizierkarriere mitbringen wie die restlichen Bewerber, können an dem Auswahlverfahren weiter teilnehmen.

### Phase II
In dieser sogenannten Phase II wird die Wehrfliegerverwendungsfähigkeit, die psychische und die medizinische Eignung festgestellt. Neben der Mehrfachbelastung am Computer wird der Bewerber hier von der Medizin umfassend überprüft (MRT, Neurologie, Anthropometrie, HNO, Ophthalmologie, Orthopädie und Kieferorthopädie, Kardiologie, Innere Medizin und Ergometrie). Hier findet aus medizinischer Sicht die Vorauswahl  des später möglichen Flugzeugtyps statt.

### Phase III
In der Phase III, der fliegerpsychologischen Eignungsfeststellung, wird das technische Verständnis geprüft. Der Bewerber muss sich erst nach Bestehen der Phase II für den gewünschten Luftfahrzeugtyp entscheiden. Es stehen Strahlflugzeuge, Transportflugzeuge und Hubschrauber zur Auswahl. Die Bewerber, die sich für den Hubschrauber entschieden haben, müssen zur Phase III nach Bückeburg. Die Bewerber für alle Transportflugzeuge müssen erneut in Fürstenfeldbruck antreten. Da in der Phase III deutlich mehr Aspekte des Bewerbers überprüft werden als in den Phasen I und II, dauert diese Phase fünf Tage. Neben der Überprüfung von Lernfähigkeit von theoretischem Lernmaterial wird auch die Umsetzung der Theorie im Simulator getestet. Sowohl Theorie als auch Praxis sind nahezu gleichwertig für das Bestehen entscheidend.
Wer die Phase III nicht besteht, kann nicht als Offizier für den fliegerischen Dienst, aber für alle anderen Verwendungen, für die kein sonstiger Ausschluss besteht, berücksichtigt werden.
Quelle:

## Offizierschule
Die militärische Laufbahn beginnt, sofern der Bewerber nicht schon Soldat war, als Offizieranwärter mit der Ausbildung zum Offizier an der Offizierschule der jeweiligen Teilstreitkraft. Die Hubschrauberpiloten des Heeres starten an der Offizierschule des Heeres (OSH) in Dresden. Transportflugzeugführer, die sowohl bei der Luftwaffe als auch bei der Marine Verwendung finden, und für diese beiden Teilstreitkräfte eingeplante Hubschrauberführer fangen an der Offizierschule der Luftwaffe (OSLw) in Fürstenfeldbruck, bzw. an der Marineschule Mürwik (MSM) an. Jetpiloten gibt es mittlerweile ausschließlich bei der Luftwaffe.
An den Offizierschulen werden dem Soldaten die Grundfertigkeiten des Offiziersberufs beigebracht. Das umfasst die sogenannte „grüne Ausbildung“, z. B. Geländeausbildung und Schießen, sowie Unterricht in Menschenführung und allen theoretischen Bereichen wie Taktik, Luft- oder Seekriegsführung, Methodik und Didaktik. Ein besonderer Schwerpunkt wird auf Innere Führung und Wehrrecht gelegt. Mit bestandenem Offizierlehrgang und nach der Mindestdienstzeit von 12 Monaten wird der angehende Pilot zum Fahnenjunker befördert.
Im Falle eines Studiums zusätzlich zum fliegerischen Dienst findet dieses im Anschluss an den Offizierlehrgang und vor der fliegerischen Ausbildung statt und dauert je nach Abschluss drei bis vier Jahre.

## Fliegerische Vorausbildung
Für die Luftwaffen- und Marinepiloten sowie für die Waffensystemoffiziere findet die erste Phase der fliegerischen Ausbildung in der 9. Inspektion der OSLw in Fürstenfeldbruck statt. Dort nehmen sie an einem mehrwöchigen Englischkurs teil, bei dem der Schwerpunkt auf dem Erlernen von fliegerischem Fachvokabular liegt. Danach kommen die sogenannten Academics, ein Intensivkurs unter anderem in Navigation, Aerodynamik und Wetterkunde. Von hier aus werden sie auch nach Bremerhaven zum Lehrgang „Überleben auf See“ und nach Königsbrück in die Unterdruckkammer geschickt.
Nach dem Abschluss dieser theoretischen Vorausbildung werden die Flugzeugführer nach Goodyear (Arizona) zur  3. Deutschen Luftwaffenausbildungsstaffel kommandiert, um am Phoenix Goodyear Airport erste Flugerfahrungen zu sammeln, gleichzeitig werden die psychologischen Einschätzungen der Phase III hier überprüft. Für angehende Jetpiloten führt die Ausbildung bis zum ersten Alleinflug.
Die Hubschrauberpiloten absolvieren ihre Ausbildung am Internationalen Hubschrauberausbildungszentrum in Bückeburg.

## Fliegerische Ausbildung

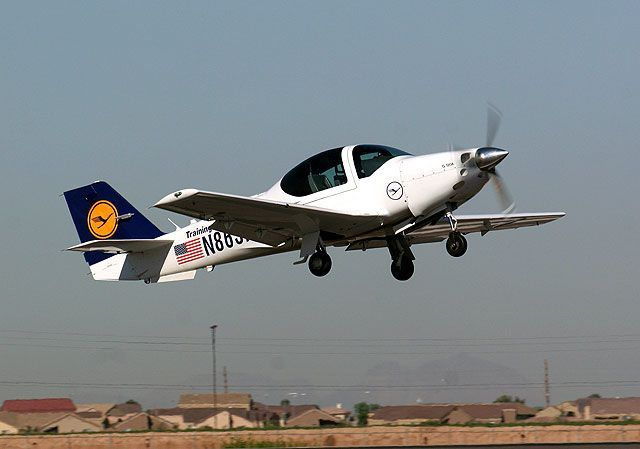
Eine Grob G 120A in Arizona

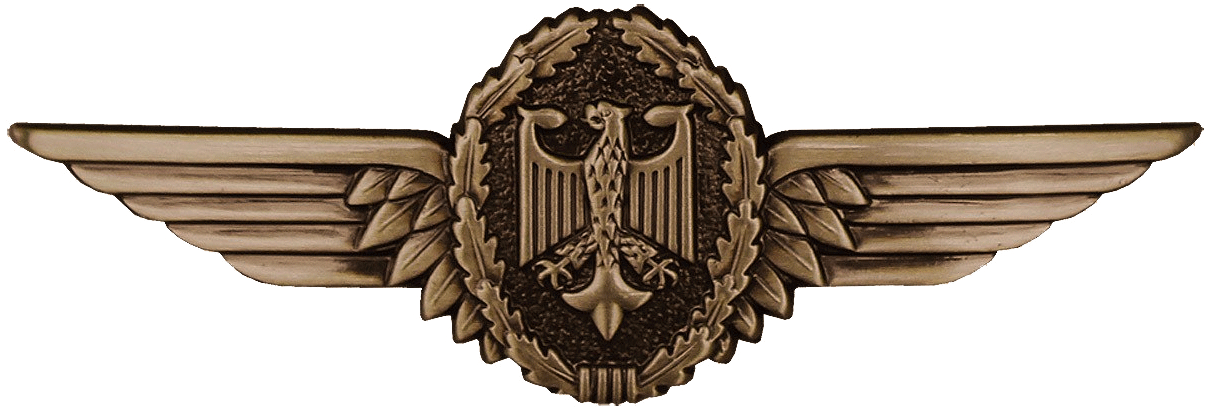
Tätigkeitsabzeichen Militärluftfahrzeugführer in Bronze

### Strahlflugzeuge
Für die angehenden Jetpiloten geht es beim Euro NATO Joint Jet Pilot Training (ENJJPT) auf der Sheppard AFB in Wichita Falls, Texas und Waffensystemoffiziere zur 2. Deutschen Luftwaffenausbildungsstaffel auf der Naval Air Station Pensacola in Pensacola, Florida weiter.

### Transportflugzeuge
Die fliegerische Ausbildung für die angehenden Drohnenführer und Transportflugzeugführer der Luftwaffe sowie Marinepiloten, findet in Bremen an der Verkehrsfliegerschule der Lufthansa statt. Hier befindet sich die 4. Staffel des Lufttransportgeschwader 62 (LTG 62). Der Theorieunterricht findet bei zivilen Lehrern der Lufthansa statt, lediglich in der fliegerischen Ausbildung werden einige Flüge mit militärischen Fluglehrern geflogen.
Die Ausbildung ist in vier Teile aufgeteilt. Zuerst eine ca. fünfmonatige Theorieausbildung mit fliegerischen Grundlagen für Kleinflugzeuge und Sichtflugregeln. Es folgen ca. fünf Monate fliegerische Ausbildung wieder in Goodyear bei Lufthansa Aviation Training US auf Beech Bonanza und 3 Flüge Upset Prevention and Recovery Training auf Grob G 120A.  Danach kommen wieder ca. vier Monate Theorie in Bremen, diesmal auf den Instrumentenflug spezialisiert, gefolgt von der Instrumentenflugausbildung in den Simulatoren der Flugschule und vom Flughafen Bremen aus.
Die Ausbildung endet mit der Verleihung des Militärluftfahrzeugführerscheins Fläche (MFS/F) und dem dazugehörigen Tätigkeitsabzeichen.

### Hubschrauber
Die fliegerische Ausbildung für angehende Hubschrauberführer aller Teilstreitkräfte findet am Internationalen Hubschrauberausbildungszentrum in Bückeburg statt. Der praktische Lehrgang unterteilt sich in 3 Phasen. Zunächst erlernt der Flugschüler die Grund- und Notverfahren mit dem Schulungshubschrauber EC-135. Danach folgt die Schulung für Flüge nach Sichtflugregeln (VFR – Visual Flight Rules) und nach Instrumentenflugregeln (IFR – Instrument Flight Rules). Während der Ausbildung erlernt der Lehrgangsteilnehmer auch das Autorotieren (Notlanden ohne Triebwerksleistung) mit dem Hubschrauber Bell 206, welcher zu Schulungszwecken als Nachfolger der BO-105 von der Bundeswehr geleast wurde, und bekommt derzeit noch eine zweiwöchige Einweisung in den Gebirgsflug. Der Theorieunterricht wird gleichzeitig mit der praktischen Ausbildung erteilt. Nach erfolgreichem Abschluss endet der Lehrgang mit der Verleihung des Militärflugzeugführerscheins / Beiblatt Hubschrauber (MFS/H) und dem Tätigkeitsabzeichen in Bronze.

## Musterberechtigung

### Strahlflugzeuge
Zukünftige Tornado-Besatzungen kommen seit Herbst 2017   beim Taktischen Luftwaffengeschwader 51 Immelmann zur Waffensystemausbildung zusammen.
Angehende Eurofighter-Piloten erwerben nach der Teilnahme am ENJJPT beim Taktischen Luftwaffengeschwader 73 „Steinhoff“ in Laage bzw. beim Taktischen Luftwaffengeschwader 71 „Richthofen“ in Wittmund die Musterberechtigung auf ihrem zukünftigen Kampfflugzeug.

### Transportflugzeuge
Für die meisten Transportflugzeugführer ist eine Musterberechtigung auf Airbus A400M beim LTG 62 in Wunstorf vorgesehen. Die Piloten der Marine werden zum Marinefliegergeschwader 3 „Graf Zeppelin“ nach Nordholz versetzt und beginnen ihre Ausbildung auf P-3 Orion oder auf der Dornier 228. Ein Teil geht zur Flugbereitschaft BMVg nach Köln und wird auf die dort eingesetzten Muster geschult.

### Hubschrauber
Die Musterberechtigung für Hubschrauber findet am Internationalen Hubschrauberausbildungszentrum in Bückeburg auf NH90 und in Le Luc, Frankreich, für Eurocopter Tiger sowie beim Hubschraubergeschwader 64 in Holzdorf auf CH-53G statt.